# Призначення католицьких єпископів
Призначення єпископів у Католицькій церкві це складний процес. Перебіг призначення різниться в залежності від різних чинників, включно з тим чи єпископ з Римо-католицької церкви або зі Східної католицької церкви, географічного місцеположення єпархії, яку позицію має зайняти кандидат і чи кандидат попередньо був висвячений в єпископаті.

## Східні католицькі церкви
Усього існує 23 східні католицькі церкви, що об'єнують 20 мільйонів людей, які перебувають в єдності зі Святим престолом, але їхні літургії та інші звичаї відмінні. Патріархальна східна католицька церква сама обирає єпископів, які служать на її власних теренах, але інших єпископів призначає Папа. Перед обранням єпископа, патріархальний синод розглядає імена запропоновані його членами і готує список тих, яких він вважає придатними кандидатами для єпископства; цей список передається Папі і всі імена, на які Папа не дає згоди усувають зі списку. Пізніше, коли синод збирається обрати єпископа, додаткові процедури не потрібні, якщо обрана особа була в списку; але якщо вона не в списку, то перед зверненням до новообранця, щоб він прийняв своє обрання, потрібна згода Папи. Такий самий порядок має місце в церквах на чолі яких верховний архієпископ. В офіційних бюлетенях і новинних засобах Святого престолу ці призначення подають як рішення самих східних церков, а не Папи. Процедура призначення єпископів інших східних церков і тих єпископів патріархальних і верховно-архієпископських церков, які служать поза теренами їхньої церкви подібна до тої, що й для латинських єпископів, а призначення оприлюднюють як дії Папи.